# Dendryphantes gertschi
Dendryphantes gertschi är en spindelart som beskrevs av Lodovico di Caporiacco 1947. Dendryphantes gertschi ingår i släktet Dendryphantes och familjen hoppspindlar. Inga underarter finns listade i Catalogue of Life.